# Canchy (Calvados)
Canchy is een gemeente in het Franse departement Calvados (regio Normandië) en telt 185 inwoners (1999). De plaats maakt deel uit van het arrondissement Bayeux.

## Geografie
De oppervlakte van Canchy bedraagt 5,6 km², de bevolkingsdichtheid is 33,0 inwoners per km².
De plaats ligt ongeveer 7 kilometer ten zuiden van Pointe Du Hoc, een kustplaats die deel uitmaakt van de landingsplaats van de geallieerden op D-Day, met zware Duitse kustversterkingen, kazematten en batterijen.
De onderstaande kaart toont de ligging van Canchy (Calvados) met de belangrijkste infrastructuur en aangrenzende gemeenten.

## Demografie
Onderstaande figuur toont het verloop van het inwonertal (bron: INSEE-tellingen).
Vanwege een beveiligingsprobleem met de MediaWiki Graph-software is het momenteel niet mogelijk deze grafiek weer te geven. Zodra de software is bijgewerkt zal de grafiek vanzelf weer zichtbaar worden.
1. ↑  Populations de référence 2022.